# Philipp Hieronymus Brinckmann
Philipp Hieronymus Brinckmann (* 1709 in Speyer; † 21. Dezember 1760 in Mannheim) war ein deutscher Landschafts- und Historienmaler sowie Kupferstecher am Kurpfälzer Hof in Mannheim.

## Leben und Werk

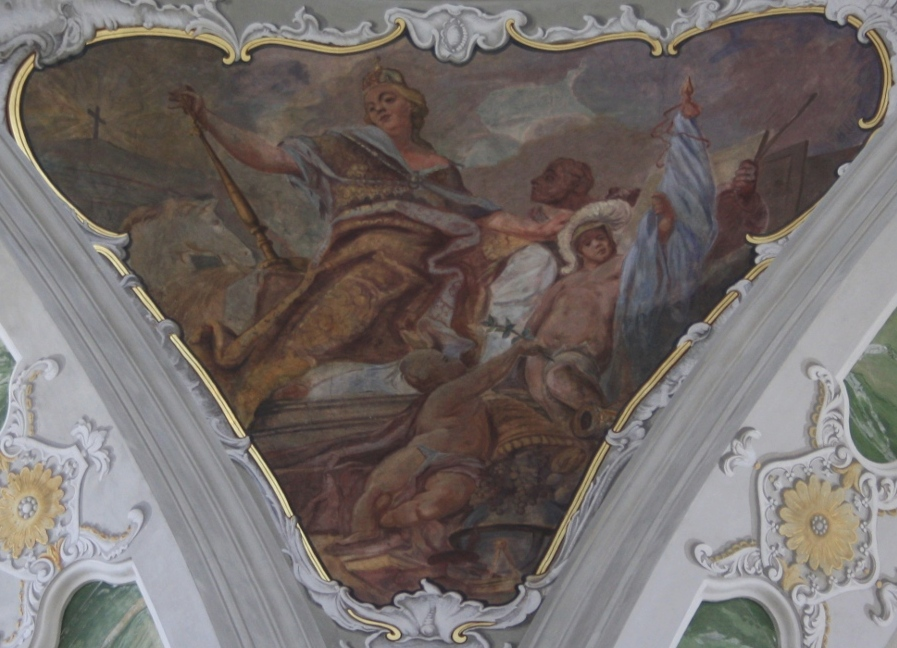
Fresko in der Mannheimer Jesuitenkirche

Brinckmann war Schüler von Johann Georg Dathan (1703–ca. 1748) in Speyer. 1733 wurde er zum Hofmaler unter Kurfürst Karl Philipp in Mannheim ernannt. 1757 stieg er zum Direktor des Malereikabinetts auf und wurde 1757 Mitglied des Geheimen Staatsrats.
Auf einer Reise durch die Schweiz schuf er 1745, als einer der ersten deutschen Maler, Bilder der Schweizer Bergwelt. Als Hofmaler war er unter anderem an der Ausgestaltung des Bibliothekskabinetts der Kurfürstin Elisabeth Augusta im Mannheimer Schloss beteiligt. Er schuf in der Mannheimer Jesuitenkirche die Erdteilfresken sowie einige Altarblätter.
Brinckmann war zu seiner Zeit ein geschätzter Künstler. Als Landschaftsmaler orientierte er sich an den Werken von Salvator Rosa. Auch Rembrandt van Rijn war ihm ein Vorbild. Er signierte seine Werke mit den Initialen seines Namens P. B. und P. H. B. oder mit einem Monogramm, das aus den verschränkten Buchstaben P. H. und B. besteht. Goethe lobt ihn in „Dichtung und Wahrheit“ (erster Teil, drittes Buch) als einen der Maler, „dessen Pinsel in Staffeleigemälden nicht zu schelten ist“.